# Nižná Myšľa
Nižná Myšľa é um município da Eslováquia, situado no distrito de Košice-okolie, na região de Košice. Tem 12,61 km² de área e sua população em 2018 foi estimada em 1.699 habitantes.

## Demografia
| Ano:        | 1994 | 2004    | 2014    | 2024   |
| ----------- | ---- | ------- | ------- | ------ |
| Broj ljudi: | 1216 | 1394    | 1678    | 1615   |
| Razlika:    |      | +14,63% | +20,37% | -3,75% |

| Ano:               | 2023 | 2024   |
| ------------------ | ---- | ------ |
| Número de pessoas: | 1617 | 1615   |
| Diferença:         |      | -0,12% |